# 甲村謙友
甲村 謙友 (こうむら けんゆう、1951年 <昭和26年> 4月2日 - ) は、日本の建設・国土交通技官。国土交通省河川局長、技監、一般財団法人国土技術研究センター理事長を歴任。瑞宝重光章受章。

## 経歴[1][2][3]
- 1974年　東京大学工学部卒業、建設省入省（大臣官房人事課）
- 1997年　建設省道路局地方道課市町村道室長
- 1998年　徳島県土木部長
- 2001年　徳島県県土整備部長
- 2001年　国土交通省河川局河川計画課長
- 2003年　国土交通省土地・水資源局水資源部長
- 2004年　環境省環境管理局水環境部長
- 2005年　中国地方整備局長
- 2008年　国土交通省河川局長
- 2009年　国土交通省技監
- 2011年　退官。同年、独立行政法人水資源機構理事長（2018年3月まで）
- 2018年　一般財団法人ダム技術センター顧問
- 2019年　一般財団法人国土技術研究センター理事長（-2022年）、応用生態工学会会長（2021年9月まで）
- 2021年　瑞宝重光章受章[4]